# Паразит-одинак
«Паразит-одинак» (パラサイトシングル, парасайто сінгуру)  — форма соціального паразитизму; японський вираз, який використовується щодо неодружених молодих людей старше 20-30 років, які живуть з батьками і насолоджуються безтурботним і комфортним життям за їх рахунок. Згідно з дослідженнями професора Масахіро Ямаді, 60 % неодружених японських чоловіків і 80 % жінок живуть в будинку з батьками. За даними на 2002 рік, «парасайто сінгуру» в країні близько 10 млн чоловік.
«Парасайто сінгуру» часто звинувачують в багатьох економічних і соціальних проблемах країни, починаючи від зниження народжуваності і старіння населення і закінчуючи зростанням злочинності і зниженням темпів розвитку виробництва. «Паразити-одинаки», як відзначають японські соціологи, не замислюючись покидають роботу при виникненні найменших труднощів і проблем, коли робота заважає їм проводити час в своє задоволення, що завдає шкоди економіці країни; вони не сплачують на житло, не турбуються про власне домашнє начиння. Гроші вони витрачають на свої хобі, розваги та предмети розкоші.
Частота цього феномену пояснюється тим, що це молоде покоління народилося в економічно сприятливий період, коли відсоток безробітних був дуже низьким (на рівні 2 %), а пропозиції роботодавців перевищували попит. Стабільність в країні забезпечувалася прийнятою в 1950-х роках системою трудових відносин, заснованою на довічному наймі, поступове підвищення зарплати відповідно до вислуги років у компанії і пофірменній структурі профспілок.

## Етимологія
Вираз «парасайто сінгуру» вперше було використано Масахіро Ямадою в книзі — бестселері «Епоха паразитів-одинаків» (яп. パ ラ サ イ ト シ ン グ ル の 時代, парасайто сінгуру но дзідай), опублікованій в жовтні 1999 року. Фраза швидко почала використовуватися в ЗМІ і в даний час відома в Японії повсюдно. Професор Ямада згодом придумав подібний термін «паразитуюча пара» для подружніх пар, які живуть з батьками одного з партнерів.
Подібне явище зустрічаються не тільки в японському суспільстві, але і в інших країнах світу: в Італії, де тридцятирічних холостяків, що покладаються на матерів, називають bamboccioni («доросле дитя»), в Німеччині, Бразилії. В СРСР в період відносного економічного благополуччя (епоха Хрущова-раннебрежнівська) їх прирівнювали до дармоїдів, критикували і висміювали в ЗМІ.